# Ceglédbercel
Ceglédbercel ist eine ungarische Gemeinde im Kreis Cegléd im Südosten des Komitat Pest, Mittelungarn.

## Geschichte
Der Name der Gemeinde ist vom Namen der türkische Völkerschaft Barsil (Bercel), und von Cegléd zurückzuführen. Mehr als 2 Jahrhunderte lang, bis zum Tatarenzug 1241, lebten sie hier.
Die Siedlung wird erst 1281 urkundlich erwähnt. Ort des kulturellen Lebens ist das Dózsa-György-Kulturhaus, wo verschiedene Gruppen (wie z. B. der Chor, die Rozmaring Tanzgruppe, der Nationalitätenchor, der Handwerkerklub …) tätig sind. Das Kulturhaus ist der Ort aller wichtigen Veranstaltungen des Dorfes. Die Gemeinde verfügt über einen Sportplatz, Anglersee und ein Heimatmuseum. Das Heimatmuseum steht im Zeichen der Traditionen. Eine weitere Sehenswürdigkeit des Dorfes ist die, im Jahre 2000 neu eingeweihte, römisch-katholische Kirche.
Von den 1945 wegen Arbeitsdienst weggeschleppten 640 Menschen sind 159 nie wieder heimgekehrt. Als Gedenken für die Verstorbenen hat das Dorf 1991 ein Denkmal eingeweiht. Seitdem lodern jedes Jahr am 4. November die Flammen als Erinnerung auf. Diesen Tag hat die Gemeindeversammlung zum Feiertag von Ceglédbercel erklärt.

## Geographische Lage
Ceglédbercel liegt rund 11 Kilometer nordwestlich der Stadt Cegléd und 36 km westlich von Szolnok.

## Bevölkerung

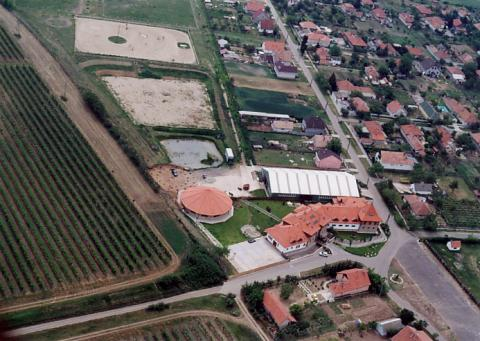
Luftbild von Ceglédbercel
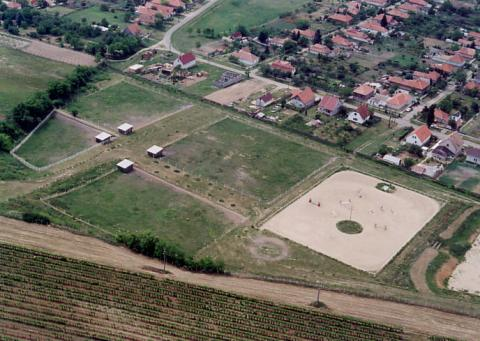
Luftbild von Ceglédbercel
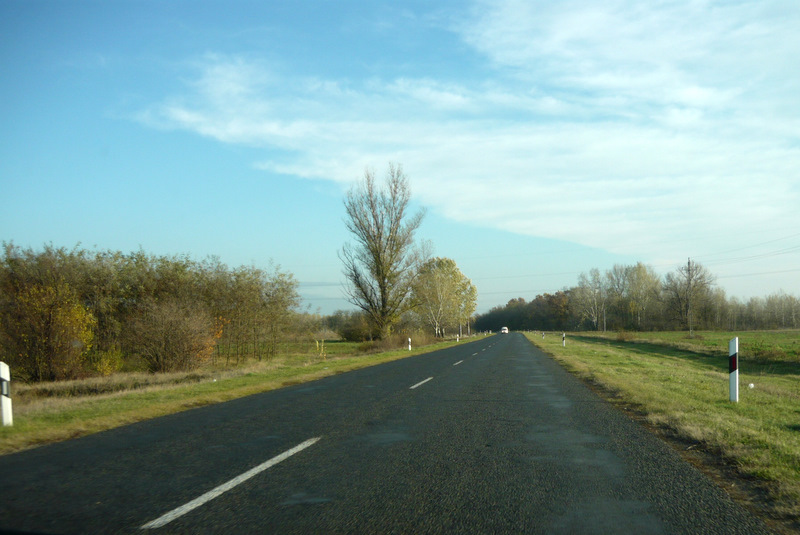
An Ceglédbercel führt die Europastraße 60 vorbei.
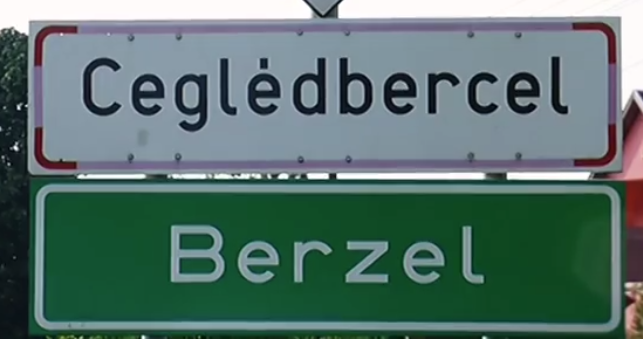
Ortsschild von Ceglédbercel auf Ungarisch und Deutsch

Bei der Volkszählung von 2011 hatte Ceglédbercel 4.391 Einwohner. Die meisten Einwohner waren mit 85,14 % Ungarn mit einer Minderheit von Deutschen (13,81 %). Die Zugehörigkeit war für 0,37 % der Bevölkerung unbekannt. Zudem gibt es keine Mehrheitsreligion. 48,62 % waren römisch-katholisch; 48,62 % waren Atheisten; 7,63 % waren reformiert und 2,98 % lutherisch. Bei 30,56 % der Bevölkerung ist die konfessionelle Mitgliedschaft unbekannt.

## Sehenswürdigkeiten
- Rathaus
- Chor

- Rozmaring tánccsoport (Tanzclub)
- Nationaler Chor
- Handarbeitclub
- Anglersee Gerje und Bootsverleih
- Deutscher Kulturerbeverband Ceglédbercel
- Deutscher Jugendverband Ceglédbercel
- Römisch-katholische Kirche
- Reformierte Kirche
- Falumúzeum (Dorfmuseum)
- Dózsa György Művelődési Ház és Könyvtár (Kulturzentrum und Bibliothek)

## Bildung
- Napsugár Óvoda (Kindergarten)
- Eötvös József Általános Iskola és Alapfokú Művészetoktatási Intézmény (Grundschule)